# Matt Gillies
Matthew Muirhead Gillies (ur. 12 sierpnia 1921 w West Lothian, zm. 24 grudnia 1998 w Nottingham) – szkocki piłkarz i menadżer.
Gillies występował w Motherwell, Bolton Wanderers i Leicester City. Późnej w latach 1959-1968 pracował w Leicester jako menadżer. Był menadżerem, który prowadził zespół w największej ilości spotkań (437 meczów). Pod jego wodzą Leicester odniosło swój pierwszy sukces i zdobyło w 1964 roku Carling Cup oraz trzy razy dochodziło do finału krajowych pucharów: FA Cup w 1961 i 1963 roku, oraz Carling Cup w 1965 roku.
Zmarł w Nottingham w grudniu 1998 w wieku 77 lat.